# Mizocz
Mizocz (ukr. Мізоч) – osiedle typu miejskiego w rejonie zdołbunowskim obwodu rówieńskiego Ukrainy, na Wołyniu.
Prywatna wieś szlachecka, położona w województwie wołyńskim, w 1739 roku należała wraz z folwarkiem do klucza Międzyrzecz Lubomirskich. W II Rzeczypospolitej miejscowość była siedzibą gminy wiejskiej Mizocz w powiecie dubieńskim, a od 1 stycznia 1925 r. w zdołbunowskim województwa wołyńskiego. Po napaści ZSRR na Polskę 17 września 1939 r. miasteczko zostało wcielone do Ukraińskiej SRR.
Leży w okolicy gór Dermańskich. Znajduje się tu zabytkowy kościół pw. św. Jana Nepomucena, przebudowany na cerkiew prawosławną.

## Historia

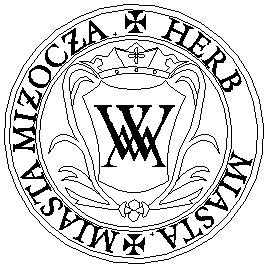
Pieczęć

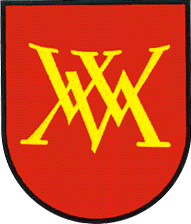
Dawny herb

23 września 1761 r. król Polski August III zezwolił na założenie miasta pod nazwą Wielki Mizocz i nadał mu prawo magdeburskie.
Wielki wkład w historię miasteczka i całego Wołynia włożyła polska rodzina Dunin-Karwickich. Pochodził stąd Krzysztof Dunin-Karwicki – generał lejtnant wojsk koronnych. 24 stycznia 1833 urodził się tutaj Józef Dunin-Karwicki, polski pisarz i pamiętnikarz Wołynia. Jest on autorem m.in. następujących dzieł: „Szkice obyczajowe i historyczne” (Warszawa 1882), „Wędrówka od źródeł do ujścia Horynia” (Kraków 1881), „Jak to in illo tempore bywało”, „Kartka z drugiej połowy XVIII wieku, wyjęta z papierów familijnych domu Dunin-Karwickich” (Kraków 1896), „Wspomnienia Wołyniaka” (Lwów 1897), „Opowiadania historyczne z dziejów okolicy Słuczy i jej dopływów” (Kraków 1897), „Opowiadania historyczne” (Lwów 1898), „Ze starego autoramentu”, „Typy i obrazki wołyńskie” (Warszawa 1899), „Z zamglonej i niedawno minionej przeszłości”, „Wołyńskie opowiadania historyczne” (Warszawa 1901), „Z moich wspomnień” (Warszawa 1901-1903) i inne. 

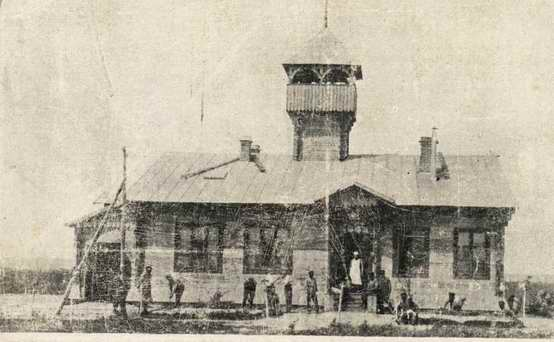
Strażnica Korpusu Ochrony Pogranicza w 1925 r.

Znajdowała się tu znana cukrownia „Karwice” Abrahama Horensteina. W okresie międzywojennym była tu strażnica KOP-u oraz szkoła dla podoficerów niezawodowych w I Brygadzie przy 11 batalionie.
We wrześniu 1939 Mizocz został zajęty przez Armię Czerwoną. Józef Dunin-Karwicki wraz z rodziną został deportowany przez Sowietów na wschód. 27 czerwca 1941 do miasteczka wkroczył Wehrmacht. Na drugi dzień po tym wydarzeniu miejscowi Ukraińcy urządzili trwający tydzień pogrom, podczas którego zabito i pobito kilkudziesięciu Żydów oraz grabiono żydowskie mienie. W marcu 1942 Niemcy zamknęli ludność żydowską (szacunkowo 1,7 tys. osób) w getcie. Getto zostało zlikwidowane w dniach 14–15 października 1942. Podczas likwidacji podziemna organizacja żydowska podpaliła getto i podjęła walkę, co pozwoliło części Żydów (według niektórych danych – kilkuset osobom) na ucieczkę do lasu; ludzie ci sformowali potem oddział partyzancki. W pożarze getta zginęło 200 osób, pozostałych rozstrzelano w miasteczku oraz koło Kredowej Góry. Nieco inny opis likwidacji getta dają Władysław i Ewa Siemaszkowie. Według nich egzekucje zaczęły się 13 października; przez wiele dni policjanci ukraińscy rozstrzeliwali Żydów w jarze pod wsią Stubło, a getto zostało podpalone dopiero po zakończeniu egzekucji.
W czasie okupacji niemieckiej mieszkająca tutaj ukraińska rodzina Słobodiuków ukrywała Żydówkę Sofię Garshtein. W 1992 roku Instytut Jad Waszem uhonorował za to tytułami Sprawiedliwych wśród Narodów Świata Sydira i Justynę Słobodiuków oraz ich córkę Mariję Mosejczuk z d. Słobodiuk.
28 listopada 1942 roku urodził się w miejscowości Jonasz Kofta – polski poeta, dramaturg, satyryk i piosenkarz.
Od początku okupacji niemieckiej Ukraińcy z Mizocza zaczęli okazywać wrogość wobec Polaków, jednak zdaniem W. i E. Siemaszków obecność na miejscu kompanii Niemców powstrzymywała ich do lata 1943 przed większymi antypolskimi wystąpieniami. Dochodziło do zabójstw pojedynczych osób oraz w lipcu 1943 do mordu na 15 osobach pasących bydło. Podczas rzezi wołyńskiej do miasta ściągali polscy uchodźcy z eksterminowanych przez UPA wiosek; na cmentarzu codziennie dochodziło do pochówków przywiezionych zwłok. Część przybyłych nie widząc możliwości przetrwania zgłaszała się na roboty przymusowe w III Rzeszy. Niemcy zwerbowali wśród uchodźców 40 mężczyzn do policji. Od 1943 roku w miasteczku stacjonowała także kompania węgierska, która pomagała Polakom, dokarmiając ich oraz przekazując broń. W sierpniu 1943 mizoczanie żyli w oczekiwaniu na atak UPA; tuż przed napadem Ukraińcy wyprowadzili się poza miasteczko.
Pod koniec sierpnia 1943 (w nocy z 24 na 25 sierpnia bądź z 31 sierpnia na 1 września) oddziały UPA zaatakowały Mizocz i przystąpiły do eksterminacji Polaków oraz walki z załogą węgierską i policją. Liczbę ofiar W. i E. Siemaszkowie oceniają na ponad 100. Nad ranem do Mizocza przybyły węgierskie posiłki ze Zdołbunowa i upowcy wycofali się. Następnego dnia Polacy pochowali zabitych w zbiorowej mogile i niemal wszyscy opuścili spalone w 80% miasteczko, ewakuując się koleją do Zdołbunowa.
3 i 4 listopada 1943 po zajęciu przez UPA miasteczka, Niemcy spalili w okolicy 3 wsie ukraińskie i zbombardowali upowski szpital.
6 lutego 1944 Mizocz został ponownie zajęty przez Armię Czerwoną.
W 1989 liczyło 4220 mieszkańców, w 2013 liczyło 3561 mieszkańców.